# Arachalur
Arachalur là một thị xã panchayat của quận Erode thuộc bang Tamil Nadu, Ấn Độ.

## Nhân khẩu
Theo điều tra dân số năm 2001 của Ấn Độ, Arachalur có dân số 12.313 người. Phái nam chiếm 50% tổng số dân và phái nữ chiếm 50%. Arachalur có tỷ lệ 57% biết đọc biết viết, thấp hơn tỷ lệ trung bình toàn quốc là 59,5%: tỷ lệ cho phái nam là 65%, và tỷ lệ cho phái nữ là 49%. Tại Arachalur, 8% dân số nhỏ hơn 6 tuổi.